# Ludovic Magnin
Ludovic Magnin (Lausanne, 1979. április 20. –) svájci labdarúgó, edző.
62-szer volt válogatott és 3 gólt szerzett a svájci nemzeti csapatban. Meghívták a 2006-os és a 2010-es labdarúgó-világbajnokságra, és részt vett a 2004-es és 2008-as labdarúgó-Európa-bajnokságon is.

## Magánélete
Felesége Chantale Magnin, két gyermeke van: Nicos és Thierry.

## Sikerei, díjai

### Játékosként
- Werder Bremen
  - Német bajnok: 2003–04
  - Német kupa: 2003–04
- VfB Stuttgart
  - Német bajnok: 2006–07

### Edzőként
- Zürich
  - Svájci kupa: 2017–18

## Külső hivatkozások
- Ludovic Magnin pályafutásának statisztikái a fussballdaten.de-n (németül)